# Emily Pinto
Emily Pinto (nascida por volta de 1878), também conhecida por Emily Pablito, foi uma pintora norte-americana da tribo Zuni Pueblo. A sua arte retratava a cultura Zuni, incluindo figuras Kachina e representações de jarras tradicionais Zuni. Alguns dos seus desenhos e pinturas estão na colecção permanente do Museu Nacional Smithsonian do Índio Americano.